# Coppa delle Coppe dell'AFC 1999-2000
La Coppa delle Coppe dell'AFC 1999-2000 è stata la 10ª edizione della torneo riservato alle squadre vincitrici delle coppe nazionali asiatiche.

## Primo round

### Asia occidentale
| Squadra 1         | Totale    | Squadra 2             | Andata | Ritorno |
| ----------------- | --------- | --------------------- | ------ | ------- |
| Esteghlal         | 15-0      | Homenmen              | 7-0    | 8-0     |
| Al Arabi          | (w/o)1    | Al-Zawraa             |        |         |
| Al Ittihad        | 1-4       | Al Rayyan             | 0-2    | 1-2     |
| Al Jaish          | 2-2 (gfc) | Al Ain                | 0-1    | 2-1     |
| Kaisar Hurricane  | 4-3 (dts) | Khuja Karim Gazimalik | 3-0    | 0-3     |
| Al Ahli           | bye       | N/A                   |        |         |
| Al Ittihad        | bye       | N/A                   |        |         |
| Navbahor Namangan | bye       | N/A                   |        |         |

1 Al Arabi ritirata

### Asia orientale
| Squadra 1   | Totale | Squadra 2   | Andata | Ritorno |
| ----------- | ------ | ----------- | ------ | ------- |
| New Radiant | 1-4    | Ho Chi Minh | 1-3    | 0-1     |

## Secondo round

### Asia occidentale
| Squadra 1        | Totale | Squadra 2         | Andata | Ritorno |
| ---------------- | ------ | ----------------- | ------ | ------- |
| Al Ittihad       | 2-1    | Esteghlal         | 1-0    | 1-1     |
| Al-Zawraa        | 7-2    | Al Rayyan         | 5-2    | 2-0     |
| Al Ahli          | 3-0    | Al-Jaish          | 1-0    | 2-0     |
| Kaisar Hurricane | 2-3    | Navbahor Namangan | 2-2    | 0-1     |

### Asia orientale
| Squadra 1         | Totale | Squadra 2          | Andata | Ritorno |
| ----------------- | ------ | ------------------ | ------ | ------- |
| Shanghai Shenhua  | 0-2    | Shimizu S-Pulse    | 0-0    | 0-2     |
| Sembawang Rangers | (w/o)1 | Anyang LG Cheetahs |        |         |
| Ho Chi Minh       | 1-4    | South China        | 1-1    | 0-3     |
| Bangkok Bank      | 6-0    | Persebaya Surabaya | 5-0    | 1-0     |

1 Sembawang Rangers ritirata dopo l'andata

## Quarti di finale

### Asia occidentale
| Squadra 1  | Totale | Squadra 2         | Andata | Ritorno |
| ---------- | ------ | ----------------- | ------ | ------- |
| Al Ittihad | 1-2    | Al-Zawraa         | 1-2    | 0-0     |
| Al Ahli    | 6-31   | Navbahor Namangan | 6-1    | 0-2     |

1 Al Ahli ritirata dopo i quarti e sostituita dal Navbahor Namangan; dopo è stata esclusa dalle competizioni AFC per un anno

### Asia orientale
| Squadra 1       | Totale | Squadra 2          | Andata | Ritorno |
| --------------- | ------ | ------------------ | ------ | ------- |
| Shimizu S-Pulse | 5-2    | Anyang LG Cheetahs | 3-1    | 2-1     |
| South China     | 3-5    | Bangkok Bank       | 3-2    | 0-3     |

## Semifinali
| Thailandia 13 aprile , 2000                  | Shimizu S-Pulse      | 0 – 0 (d.t.s.) | Bangkok Bank | Chiang Mai |
| \| \| \| \| \| \| Tiri di rigore 4 – 2 \| \| |                      |                |              |            |
|                                              |                      |                |              |            |
|                                              | Tiri di rigore 4 – 2 |                |              |            |

| Thailandia 13 aprile , 2000                                                             | Al-Zawraa | 2 – 1               | Navbahor Namangan | Chiang Mai |
| \| \| \| \| \| Ahmed Sabie 45’ Husham Fiead 102’ \| Marcatori \| 36’ Sherzod Nazarov \| |           |                     |                   |            |
|                                                                                         |           |                     |                   |            |
| Ahmed Sabie 45’ Husham Fiead 102’                                                       | Marcatori | 36’ Sherzod Nazarov |                   |            |

## Finale terzo posto
| Qatar 15 aprile , 2000                                                                                                | Bangkok Bank | 3 – 1 | Navbahor Namangan | Doha |
| \| \| \| \| \| Apichart Thaweechalermdit 4’ (rig.) Apiruck Sriaroon 36’ Nawee Hatihakreangkrai 38’ \| Marcatori \| \| |              |       |                   |      |
| |              |       |                   |      |
| Apichart Thaweechalermdit 4’ (rig.) Apiruck Sriaroon 36’ Nawee Hatihakreangkrai 38’                                   | Marcatori    |       |                   |      |

## Finale
| Thailandia 15 aprile , 2000                        | Shimizu S-Pulse | 1 – 0 | Al-Zawraa | Chiang Mai |
| \| \| \| \| \| Shōhei Ikeda 74’ \| Marcatori \| \| |                 |       |           |            |
|                                                    |                 |       |           |            |
| Shōhei Ikeda 74’                                   | Marcatori       |       |           |            |